# Colonia Velazco
Colonia Velazco är en ort i Mexiko.   Den ligger i kommunen Xaloztoc och delstaten Tlaxcala, i den sydöstra delen av landet, 120 km öster om huvudstaden Mexico City. Colonia Velazco ligger 2 494 meter över havet och antalet invånare är 858.
Terrängen runt Colonia Velazco är lite kuperad. Runt Colonia Velazco är det tätbefolkat, med 257 invånare per kvadratkilometer. Närmaste större samhälle är Apizaco, 13,6 km väster om Colonia Velazco. Trakten runt Colonia Velazco består till största delen av jordbruksmark.